# Kernenergiecentrale Hamaoka
Kernenergiecentrale Hamaoka (Japans: 浜岡原子力発電所, Hamaoka Genshiryoku Hatsudensho) is een kerncentrale in de stad Omaezaki in de prefectuur Shizuoka in Japan. De centrale beschikt over 5 reactoren die gebouwd zijn door Toshiba en kan een elektrisch vermogen van 4997 MW produceren.

## Geschiedenis
De bouw van de eerste eenheid startte in 1971. De bouw van de tweede eenheid begon in 1974. Hierna volgden nog drie eenheden. Hamaoka-5 is de modernste eenheid en is van het type advanced boiling water reactor. De overige eenheden zijn kokendwaterreactoren. In januari 2009 werden de oudste twee eenheden buiten bedrijf gesteld.

### Sluiting
De centrale werd op bevel van premier Naoto Kan op 14 mei 2011 tijdelijk stilgelegd om aanvullende veiligheidsmaatregelen te nemen, zoals het verhogen van de dijk rond de centrale om een vloedgolf van meer dan 12 meter te kunnen weerstaan. De koers van het aandeel Chubu Electric daalde maandag 9 mei 2011 14 procent na het verzoek van de premier.
Milieuorganisaties als Greenpeace waren zeer ingenomen met het voornemen van de regering. Volgens hen was dit de centrale die het meeste gevaar opleverde in Japan.
De sluiting van reactor 5 liep enkele uren vertraging op toen bleek dat er zeewater was gelekt in een condensor. Waarschijnlijk was een van de leidingen in de condensor lek geraakt, waardoor 400 ton zeewater in de condensor liep. Uit analyse van het koelwater in de reactor bleek dat er 5 ton zeewater in de reactor was terechtgekomen. Volgens Chubu was geen schade aan de reactor toegebracht en kwam er geen radioactiviteit vrij.

## Reactoren
| Unit      | Reactor Type | Netto capaciteit | Bruto capaciteit | Bouw begonnen   | Gekoppeld aan elektriciteitsnet | Exploitatie      | Status                                          |
| --------- | ------------ | ---------------- | ---------------- | --------------- | ------------------------------- | ---------------- | ----------------------------------------------- |
| Hamaoka-1 | BWR          | 515 MW           | 540 MW           | 10 juni 1971    | 13 augustus 1974                | 17 maart 1976    | Buiten bedrijf gesteld op 30 januari 2009       |
| Hamaoka-2 | BWR          | 806 MW           | 840 MW           | 14 juni 1974    | 4 mei 1978                      | 29 november 1978 | Buiten bedrijf gesteld op 30 januari 2009       |
| Hamaoka-3 | BWR-5        | 1056 MW          | 1100 MW          | 18 april 1983   | 20 januari 1987                 | 28 augustus 1987 | tijdelijk buiten bedrijf gesteld op 14 mei 2011 |
| Hamaoka-4 | BWR-5        | 1092 MW          | 1137 MW          | 13 oktober 1989 | 27 januari 1993                 | 3 september 1993 | tijdelijk buiten bedrijf gesteld op 14 mei 2011 |
| Hamaoka-5 | ABWR         | 1212 MW          | 1267 MW          | 12 juli 2000    | 26 april 2004                   | 18 januari 2005  | tijdelijk buiten bedrijf gesteld op 14 mei 2011 |

Fugen ·
Fukushima I ·
Fukushima II ·
Genkai ·
Hamaoka ·
Higashidōri ·
Ikata ·
JPDR ·
Kashiwazaki-Kariwa ·
Mihama ·
Monju ·
Oi ·
Oma ·
Onagawa ·
Sendai ·
Shika ·
Shimane ·
Takahama ·
Tokai ·
Tomari ·
Tsuruga